# Yacouba Doumbia
Yacouba Doumbia (Bamako, 11 de abril de 1997) es un futbolista maliense que juega en la demarcación de defensa para el Al Ansar FC de la Primera División del Líbano.

## Selección nacional
Hizo su debut con la selección de fútbol de Malí el 16 de enero de 2021 en un encuentro del campeonato Africano de Naciones de 2020 contra Burkina Faso que finalizó con un resultado de 1-0 a favor del combinado maliense tras el gol de Siaka Bagayoko.

## Clubes
| Club         | País    | Año       | Partidos | Goles |
| ------------ | ------- | --------- | -------- | ----- |
| CO Bamako    | Mali    | 2013-2018 |          |       |
| Stade Malien | Mali    | 2018-2021 | 9        | 0     |
| JS Kabylie   | Argelia | 2021-2022 | 25       | 2     |
| Al-Arabi SC  | Kuwait  | 2022-2023 |          |       |
| Al Ansar FC  | Líbano  | 2023-     | 10       | 0     |